# L'Ombre de l'enfant

L'Ombre de l'enfant est un téléfilm allemand réalisé par Christian Petzold, sorti en 2003.

## Synopsis
Philipp Wagner (Benno Fürmann) tue accidentellement un enfant sur la route, il prend alors la fuite. L'enfant meurt après un coma et sa mère (Nina Hoss) jure de retrouver le coupable. C'est alors qu'elle croise la route de Philipp Wagner.

## Fiche technique
- Titre : L'Ombre de l'enfant
- Titre original : Wolfsburg
- Réalisation : Christian Petzold
- Scénario : Christian Petzold
- Image : Hans Fromm
- Son : Andreas Mücke-Niesytka
- Montage : Bettina Böhler
- Pays d'origine : Allemagne
- Langue : allemand
- Musique : Stephan Will
- Genre : drame
- Durée : 87 minutes

## Distribution
- Benno Fürmann : Philipp Gerber
- Nina Hoss : Laura Reiser
- Antje Westermann :  Katia
- Astrid Meyerfeldt : Vera
- Matthias Matschke : Scholz
- Soraya Gomaa : Françoise
- Stephan Kampwirth : Klaus
- Martin Müseler : Paul Reiser
- Anna Priese : Antonia